# Lote Tuqiri
Lote Daulako Tuqiri (Suva, 23 settembre 1979) è un ex rugbista a 13 e a 15 australiano di origine figiana.
Utility back, fu nazionale di rugby a 13 per Figi e per l'Australia, e nazionale di rugby a 15 per l'Australia; dopo un inizio nel XIII, ebbe una lunga stagione nel XV nelle file dei Waratahs in Australia; prese parte alla Coppa del Mondo di rugby a 13 del 2000 e due Coppe del Mondo di rugby a 15 nel 2003 e nel 2007; licenziato nel luglio 2009 dall'Australian Rugby Union per motivi disciplinari inizialmente non rivelati, dopo un breve ingaggio in Inghilterra al Leicester tornò al rugby a 13 nel 2010, disciplina in cui terminò la carriera agonistica salvo un brevissimo ritorno al 15 nelle file del Leinster come rimpiazzo stagionale.

## Biografia
Nativo di Figi, ma cresciuto a Brisbane, in Australia, dove iniziò a giocare a rugby a 13, Tuqiri divenne professionista in tale disciplina a meno di vent'anni, nel 1999, quando fu ingaggiato da uno dei più importanti club dell'Australian Rugby League, i Brisbane Broncos, con cui vinse la Premiership nel 2000; sempre nel 2000, in virtù della sua origine figiana, rappresentò il suo Paese di nascita alla Coppa del Mondo di rugby a 13 in Gran Bretagna.
L'anno successivo divenne internazionale a 13 per l'Australia e fu selezionato nella rappresentativa statale del Queensland per la consueta serie annuale dello State of Origin contro il Nuovo Galles del Sud, convocazione riconfermata nel 2002, quando Tuqiri fu il miglior realizzatore della serie con 5 mete.

### Il passaggio al rugby a 15
Nel 2002 Tuqiri fu contattato dall'Australian Rugby Union che gli propose il passaggio al rugby a 15 con un contratto da professionista nella franchise dei Waratahs: Tuqiri accettò ed esordì nel Super 12 2003.
Pochi mesi dopo, in giugno, debuttò anche negli Wallabies, in un test match a Perth contro l'Irlanda.
A ottobre fu tra i selezionati alla Coppa del Mondo di rugby 2003 che si tenne proprio in Australia e, nel corso della manifestazione, scese in campo in tutti e sette gli incontri che videro impegnata la sua Nazionale, ivi compresa la finale, persa a Sydney contro l'Inghilterra.
In tale edizione del torneo Tuqiri realizzò cinque mete, una delle quali in finale.
Nel 2006 prese parte con la Nazionale a 7 ai XVIII Giochi del Commonwealth che si tennero a Melbourne e in cui l'Australia giunse quarta, dopo aver perso la finale per il terzo posto contro Figi.
L'anno successivo fu di nuovo selezionato per la Coppa del Mondo di rugby 2007 in Francia: anche in tale edizione Tuqiri scese in campo in tutti gli incontri in cui l'Australia fu impegnata, cinque, stante l'eliminazione ai quarti di finale contro l'Inghilterra, contro cui Tuquiri, come quattro anni prima, marcò una meta.
Dopo la Coppa del Mondo Tuqiri fu tentato da un ingaggio nel rugby a 13, ma un prolungamento di contratto fino a tutto il 2012 del corrispettivo complessivo di circa 5 milioni di AU$ lo convinse a rimanere ai Waratahs; nonostante tale accordo, il 1º luglio 2009 l'Australian Rugby Union annunciò di avere rescisso unilateralmente il contratto di Tuqiri per violazione, non meglio specificata, di obblighi disciplinari.
Contro tale decisione il giocatore annunciò ricorso legale, anche se si rifiutò anch'egli di comunicare la motivazione addotta dall'ARU per licenziarlo; tuttavia, a fine agosto successivo si giunse a un accordo economico, la cui entità non fu resa nota, tra Federazione e giocatore; tale accordo impedì a Tuqiri di proseguire a giocare professionalmente a rugby a 15 in Australia fino a tutto il 2012, di fatto precludendone la possibilità di giocare ancora in Nazionale.
A settembre si scoprì quello che parve il motivo più plausibile per il licenziamento di Tuquiri: l'aver invitato nella propria camera d'albergo, durante un ritiro nel giugno 2009 prima di un test match contro l'Italia, una studentessa ventenne, proveniente da una famiglia della buona borghesia di Canberra; emerse anche che il fatto contestato, secondo l'ARU, era solo l'ennesimo di una lunga serie.
Impossibilitato a giocare in Australia, Tuqiri firmò un contratto in Inghilterra con il Leicester per la stagione di Premiership 2009-10.
L'esordio fu il 24 novembre contro il Gloucester, e dopo poco più di un mese l'allenatore della squadra, Richard Cockerill, si dimostrò soddisfatto del nuovo acquisto: «È arrivato qui con la nomea di playboy, ma si è dimostrato sempre altamente professionale: in campo, in allenamento e in palestra: se pensasse solo al sole e alle spiagge d'Australia non starebbe qui a Leicester in testa alla classifica».
All'attivo di Lote Tuqiri vi è anche una convocazione a invito nei Barbarians, in occasione del loro match di chiusura tour della Nazionale dell'Emisfero Sud nel Regno Unito: per l'occasione l'avversario fu la Nuova Zelanda nel dicembre 2004.

### Il ritorno al rugby a 13
Nonostante l'intenzione del Leicester di mantenere Tuqiri, nel febbraio 2010 il giocatore firmò un contratto con i Wests Tigers, formazione professionistica di rugby a 13 di Sydney, a seguito del quale il club inglese ha accettato di svincolare il giocatore per marzo; gli osservatori australiani di rugby a 13 misero in luce come, dopo un numero più o meno equivalente di incontri disputati nella stagione 2010 rispetto a quella precedente con i Waratahs in Super 14, i parametri di rendimento di Tuqiri fossero incrementati notevolmente, soprattutto riguardo alle mete realizzate (2 in 13 incontri nel 2009, 11 in 17 incontri nel 2010, con un incremento del 450%).
«Le statistiche non mentono, sono tornato a divertirmi giocando», disse Tuqiri, commentando il suo incremento di prestazioni, aggiungendo inoltre: «Sono cresciuto nel rugby a 13, che a Brisbane era lo sport per eccellenza […] mi sono divertito molto anche nel rugby a 15 […] ma si tratta di due discipline completamente differenti, come pallacanestro e netball: il XV si basa sul possesso di palla e presidio del campo, il XIII permette di giocare più la palla».
A fine 2013 ebbe un fugace ritorno nel XV nelle file della franchise irlandese del Leinster con un contratto a termine come rimpiazzo, terminato il quale tornò al XIII per la sua ultima stagione, nelle file del South Sydney Rabbitohs per i quali Tuqiri firmò un contratto di una sola stagione.
Con tale squadra, prima del ritiro definitivo, vinse la finale del National Rugby League a 14 anni di distanza dal suo titolo precedente.

## Palmarès

### Rugby a 13
- National Rugby League: 2
Brisbane Broncos: 2000
South Sydney Rabbitohs: 2014